# Leif Hoste

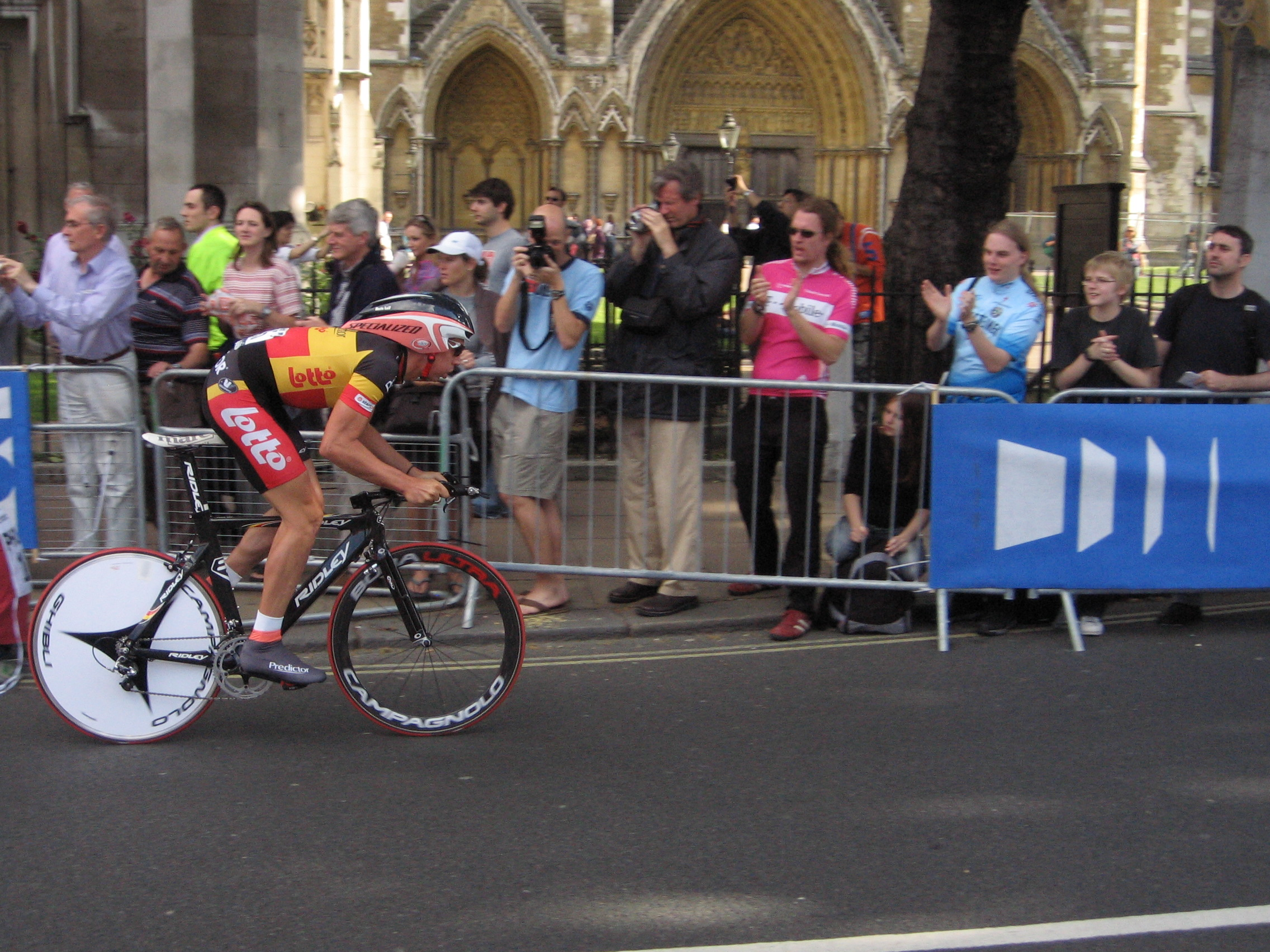
Leif Hoste al pròleg del Tour de França 2007.

Leif Hoste (nascut el 17 de juliol del 1977 a Kortrijk, Bèlgica) és un ciclista professional belga. Actualment corre a les files de l'Omega Pharma-Lotto, un equip de l'UCI ProTour. A més de ser un bon contrarellotgista, ha obtingut bons resultats a les clàssiques de primavera.
Ha estat tres vegades segon al Tour de Flandes; l'any 2004, 2006 i 2007. Ha declarat diverses vegades que aquesta és la cursa més important de totes per ell, i quan Alessandro Ballan el superà per pocs centímetres el 2007, va ser un cop dur per a ell.
Malgrat els seus bons resultats i que és un gran animador de les clàssiques de primavera, mai no ha guanyat ni tan sols una clàssica menor. Els seus triomfs més destacats inclouen dos campionats belgues contrarellotge i la general dels Tres Dies de la Panne de l'any 2006.
Viu a Maldegem amb la seva esposa Els i llur filla Ayse Rana.

## Palmarès
- 1997
  - 1r a la Omloop Het Volk sub-23
- 2000
  - Vencedor d'una etapa del Tour de la Regió Valona
- 2001
  -  Campió de Bèlgica de CRI
- 2006
  -  Campió de Bèlgica de CRI
  - 1r als Tres dies de La Panne i vencedor de 2 etapes
  - 1r a l'Omloop Mandel-Leie-Schelde
  - Vencedor d'una etapa de la Volta a Suïssa
- 2007
  -  Campió de Bèlgica de CRI

### Resultats al Tour de França
- 2007. 110è de la classificació general
- 2008. 124è de la classificació general

### Resultats a la Volta a Espanya
- 2005. Abandona (10a etapa)